# Goceano

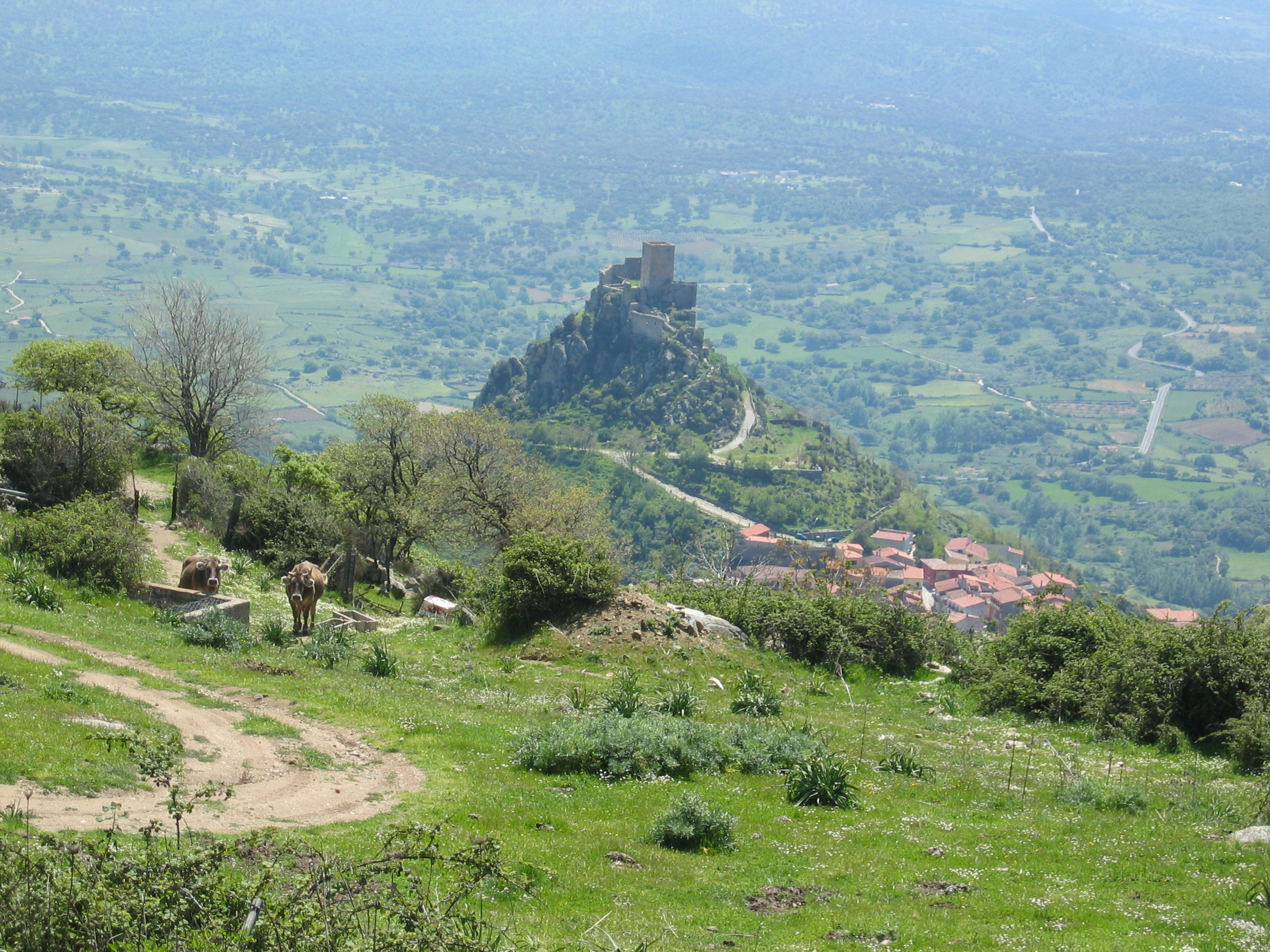

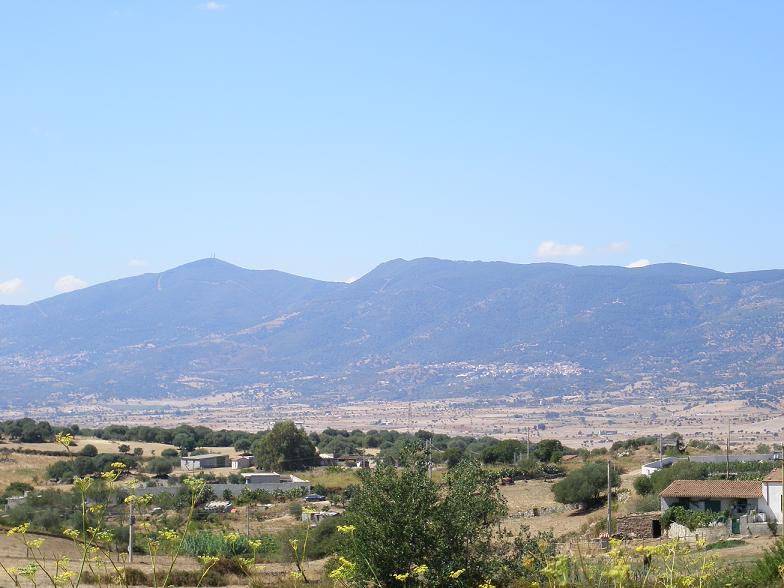

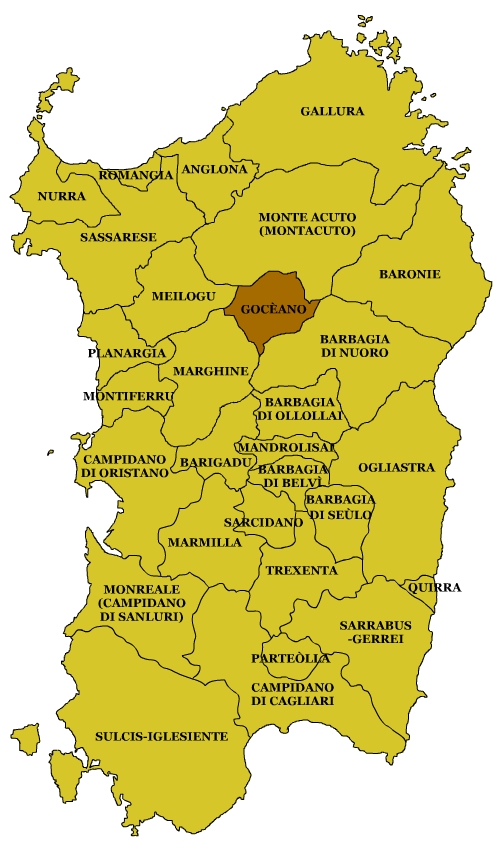

Le Goceano est un comté historique de la Sardaigne du centre-nord, situé en marge de la province de Sassari, près de la Barbagia.

## Histoire
Selon l'historien sarde Giovanni Francesco Fara (1543–1591) le Goceano, en latin Gothianus, tire son nom des Goths, dont certains se sont installés dans la région durant le Moyen Âge.
Historiquement, la région est caractérisée par le château de Burgos, construit en 1134 par le « giudice du Logudoro » Gonario II de Torres. Au XIVe siècle le château était considéré comme  « l'un des forts plus solides et efficaces de Sardaigne ».
En 1339 le roi Pierre IV d'Aragon nomme Mariano IV d'Arborée comte de Goceano. Il occupe le château et le fief après son couronnement comme « giudice d'Arborée ».
 
Mariano IV y enferma son plus jeune frère Jean, qui prétendait que ce domaine, ainsi que ceux de Marghine, de Montaculo et de Terranova, lui avait été légué par leur père. Hugues, fils et le successeur de Mariano, plus cruel encore, y fit mettre à mort Jean avec le fils qui partageait ses fers. 
En 1410, après la défaite de l'Arborée dans la guerre contre le Royaume d'Aragon, le Goceano devient un fief gouverné par Leonardo Cubello.

« La position dans l'intérieur des terres, du château de Goceàno le fit négliger par les Aragonais qui n'avaient plus d'ennemis. Il devint depuis un repaire de brigands, et il y a trente ans, une bande qui n'a point laissé de traces s'y était rendue redoutable. »

— Antoine Claude Valery in Voyages en Corse, à l'île d'Elbe et en Sardaigne, 1837 - tome 2, p. 309.

## Géographie
Le Goceano qui a une superficie d'environ 430 km2 comprend la partie supérieure de la vallée du fleuve Tirso, en face duquel on trouve les montagnes du Goceano, avec les pointes de mont Rasu (it) (1 259 m) et Punta Masiennera (1 157 m).

## Démographie
La population du Goceano est d'environ 17 000 habitants. Les villages les plus actifs sont Bono, chef-lieu traditionnel de la zone, Benetutti et Bultei. Le plus ancien village du Goceano est probablement Anela. Les autres villages de la region sont Nule, Esporlatu, Illorai, Burgos et Bottidda.

## Économie
Les activités les plus pratiquées sont l'élevage et la sylviculture. 